# Qods (Irã)
Qods  é uma cidade na região metropolitana de Teerã.
Está localizada no Distrito Central do condado de Qods, província de Teerã, no Irã. Serve como capital tanto do condado quanto do distrito.

localização do condado de Qods na província de Teerã.

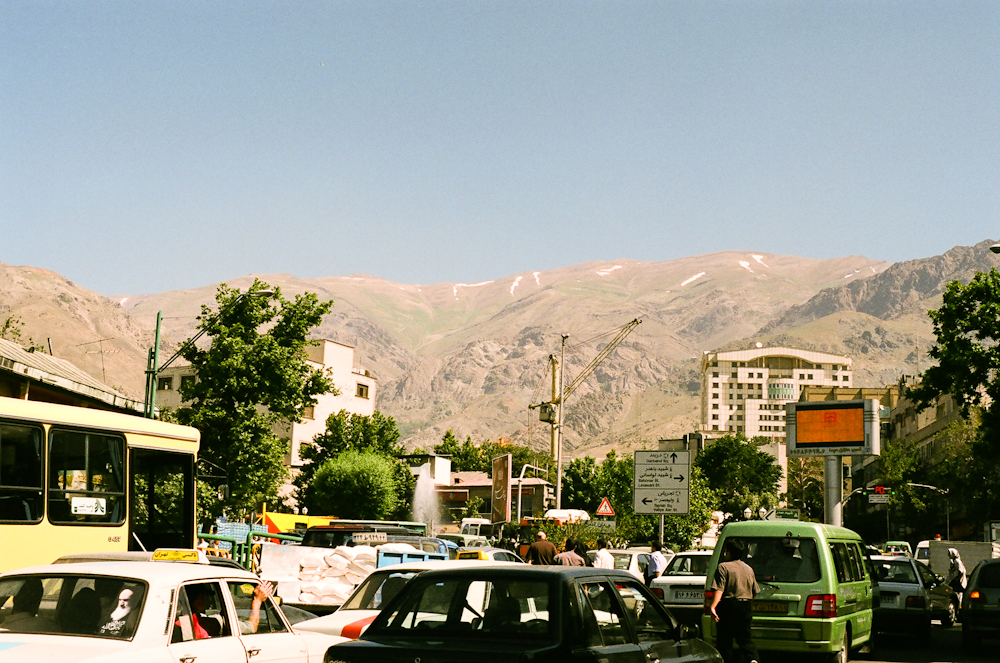

No censo de 2006, sua população era de 229.354 em 60.331 domicílios, quando estava no antigo distrito de Qods do condado de Shahriar . O censo seguinte, em 2011, contou 283.517 pessoas em 83.035 domicílios, nessa época o distrito já havia sido separado do condado no estabelecimento do condado de Qods, com Qods como sua capital. O último censo de 2016 mostrou uma população de 309.605 pessoas em 94.532 domicílios. Antes de se tornar oficialmente um município em 1989, a cidade de Qods chamava-se Qal'eh Hasan . A cidade tem o nome de Jerusalém, na grafia árabe.